# Aquila adalberti
L'aquila imperiale iberica (Aquila adalberti C. L. Brehm, 1861) è un uccello rapace della famiglia degli Accipitridi diffuso in Spagna, Portogallo e Marocco.

## Descrizione

### Dimensioni
Misura 74–85 cm di lunghezza, per un peso di 2500-3500 g; l'apertura alare è di 177–220 cm. Le femmine possono essere anche il 10% più grandi e il 40% più pesanti dei maschi.

### Aspetto
L'aquila imperiale iberica è uno dei più rari uccelli rapaci del continente europeo, e si differenzia dall'aquila imperiale orientale, della quale in passato era considerata una sottospecie, per la colorazione del piumaggio. È un'aquila dalla costituzione molto robusta, dalle parti superiori quasi uniformemente bruno-rossastre su cui spiccano delle macchie irregolari di colore bianco a livello delle spalle, molto più estese di quelle presenti nell'aquila imperiale. Il piumaggio degli adulti è di colore marrone molto scuro, talvolta con toni rossastri nella parte superiore del dorso. Le piume della testa e del collo sono molto chiare e dalla caratteristica forma lanceolata, generalmente giallastre o bianco-crema, che viste da lontano appaiono completamente bianche, soprattutto negli esemplari più anziani. La fronte è di colore marrone scuro, a volte quasi nero, ma il dettaglio più caratteristico del piumaggio è senza dubbio costituito dal bordo anteriore bianco delle ali e dalle macchie color bianco puro sulle spalle, di dimensioni variabili probabilmente correlate all'età degli uccelli. La parte superiore della coda è di colore grigio chiaro, spesso quasi bianco o punteggiato di marrone con una larga fascia subterminale nera e le estremità delle rettrici bianche. Il resto del piumaggio è marrone scuro quasi nerastro. L'iride è di colore nocciola, la cera e le zampe sono gialle. Gli aquilotti sono di colore rossastro chiaro con la gola biancastra, così come il groppone. La coda può essere bruno-rossastra o grigiastro con l'estremità giallo-ocra, colore che si perde rapidamente con la prima muta. In volo, si distingue facilmente un'ampia macchia biancastra alla base delle primarie. L'iride è marrone scuro, la cera e le zampe sono gialle. Intorno ai due o tre anni, compaiono delle piume di colore marrone scuro sulla gola, sul petto e sulle parti superiori e inferiori delle ali. Il ventre, tuttavia, continua ad essere ancora giallastro. Il piumaggio adulto definitivo compare tra i 6 e gli 8 anni.

## Biologia

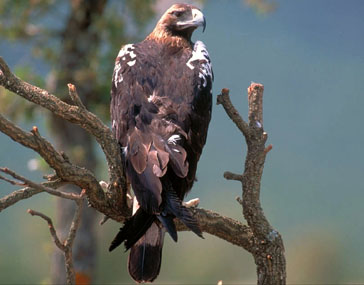
Un esemplare adulto.

Non vi è alcuna prova evidente della capacità di catturare le prede in volo, tuttavia, al contrario, non vi è alcun dubbio riguardo all'abilità di questa specie nel catturare uccelli di medie e piccole dimensioni quando sono posati sul suolo. Di conseguenza, i suoi terreni di caccia preferiti sono costituiti da spazi aperti privi di arbusti e cespugli. Il volo di caccia viene effettuato a media altezza, e quando il rapace avvista la preda si lancia in picchiata, aspettando un po' di tempo prima di scagliarlesi addosso. Durante i suoi voli di pattugliamento, l'aquila iberica sorvola con insistenza, con volo lento e pesante, i cortili delle fattorie e non è impossibile che qualche volatile domestico possa figurare nel novero delle sue vittime.

### Alimentazione
L'aquila imperiale iberica ha una dieta abbastanza varia. Il suo menu è composto principalmente da mammiferi di medie dimensioni, tra i quali predilige tuttavia lepri e conigli selvatici. Ma non disdegna comunque gli uccelli di considerevoli dimensioni, in particolare le specie di importanza cinegetica (pernici, quaglie), e i rettili, quasi esclusivamente lucertole. Consuma inoltre le carogne e le carcasse ancora fresche degli animali domestici. Le aggressioni ai danni di giovani capretti o agnelli sono improbabili, ma ne mangia molto spesso i cadaveri quando rimangono abbandonati sul terreno. Bisogna infine ricordare che pesci e insetti costituiscono una parte significativa della sua alimentazione.

### Riproduzione

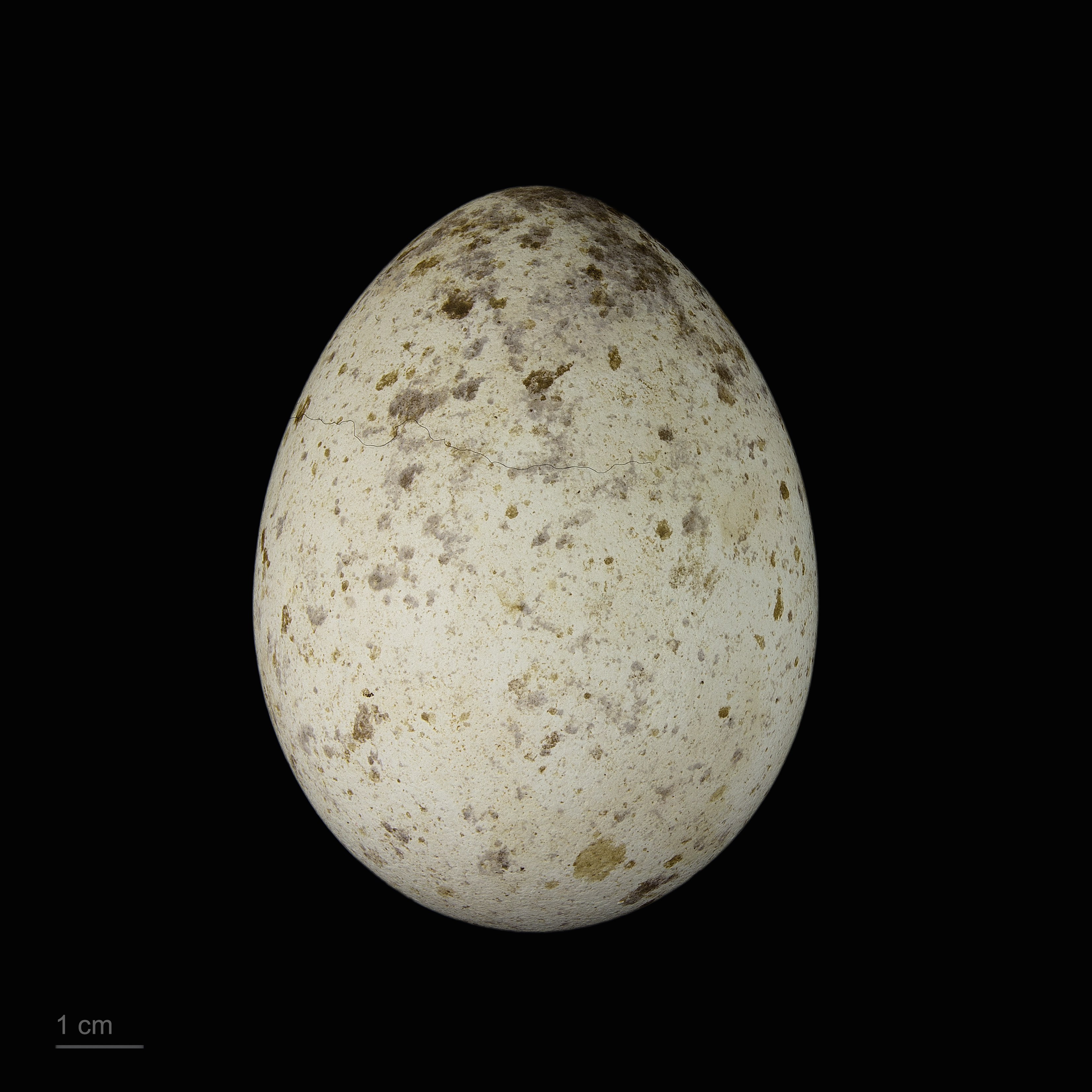
Aquila adalberti

Il nido è un'enorme struttura che è possibile vedere anche da lontano quando è situata su una quercia da sughero solitaria. Talvolta, invece, è più piccolo e non supera il metro di diametro. Ogni coppia di aquila imperiale possiede di solito due o tre nidi che utilizza a turno; al contrario, tale abitudine non sembra essere frequente nell'aquila imperiale, che utilizza spesso lo stesso nido per diversi anni consecutivi. Nidi delle dimensioni di 1,50 metri di diametro per 60 centimetri di spessore possono essere definiti standard, ma questi dati sono validi solo per i nidi che vengono costruiti per la prima volta. Quelli che sono stati usati per diversi anni di fila diventano rapidamente enormi strutture che possono raggiungere due metri di diametro e altrettanti di profondità. Il nido viene costruito con rami secchi, ricoperti di erba secca e ramoscelli verdi. I materiali sono raccolti da entrambi gli adulti, ma la maggior parte della struttura viene costruita dalla sola femmina all'interno del nido. La costruzione di un nuovo nido è un'operazione particolarmente lunga ed è difficile determinare con precisione quando ha inizio veramente, ma il trasferimento dei materiali si intensifica soprattutto venti giorni prima della deposizione del primo uovo. La riparazione o il rifacimento di un nido che è stato utilizzato negli anni precedenti può richiedere da 10 a 15 giorni e talvolta anche di più.
I voli nuziali differiscono di poco da quelli delle altre specie. I due partner si sollevano in aria accompagnati da grida tipiche che possono essere paragonate a dei latrati brevi e rauchi. La femmina e il maschio effettuano una picchiata in direzione l'uno dell'altra: quello dei due che rimane sotto si gira rivolgendo le spalle verso il basso e presenta gli artigli al compagno. La covata consiste generalmente di due o tre uova, eccezionalmente quattro, che vengono deposte nei primi giorni di marzo, anche se siamo a conoscenza di alcune deposizioni che hanno avuto luogo a maggio. L'incubazione inizia dopo la deposizione del secondo uovo. In tutti i casi noti, i primi due pulcini nascono contemporaneamente, mentre il terzo uovo si schiude solo dopo un ritardo di altri quattro giorni. Al contrario, quando la covata è composta da solo due uova, la femmina inizia a covare dopo aver deposto il primo uovo. Le uova sono generalmente di colore biancastro, macchiate di marrone e contrassegnate da piccoli punti grigi o violacei e da rari punti marroni. L'incubazione, che dura 43 giorni, viene portata avanti da entrambi i sessi, anche se è la femmina a svolgere la maggior parte del lavoro, rifocillata dalle prede che il maschio porta lei al nido.
A partire dal quindicesimo giorno, gli aquilotti iniziano ad essere ricoperti dalle prime piume. Nel giro di 55 giorni, sono completamente piumati e i più precoci lasciano il nido in direzione dei rami vicini qualche giorno più tardi. Dopo aver abbandonato il nido, gli aquilotti rimangono nella stessa area e, ovviamente, ritornano allo stesso albero su cui si trovava il nido, senza essere attaccati dagli adulti, sebbene siano passati diversi mesi da quando si sono separati.

## Distribuzione e habitat

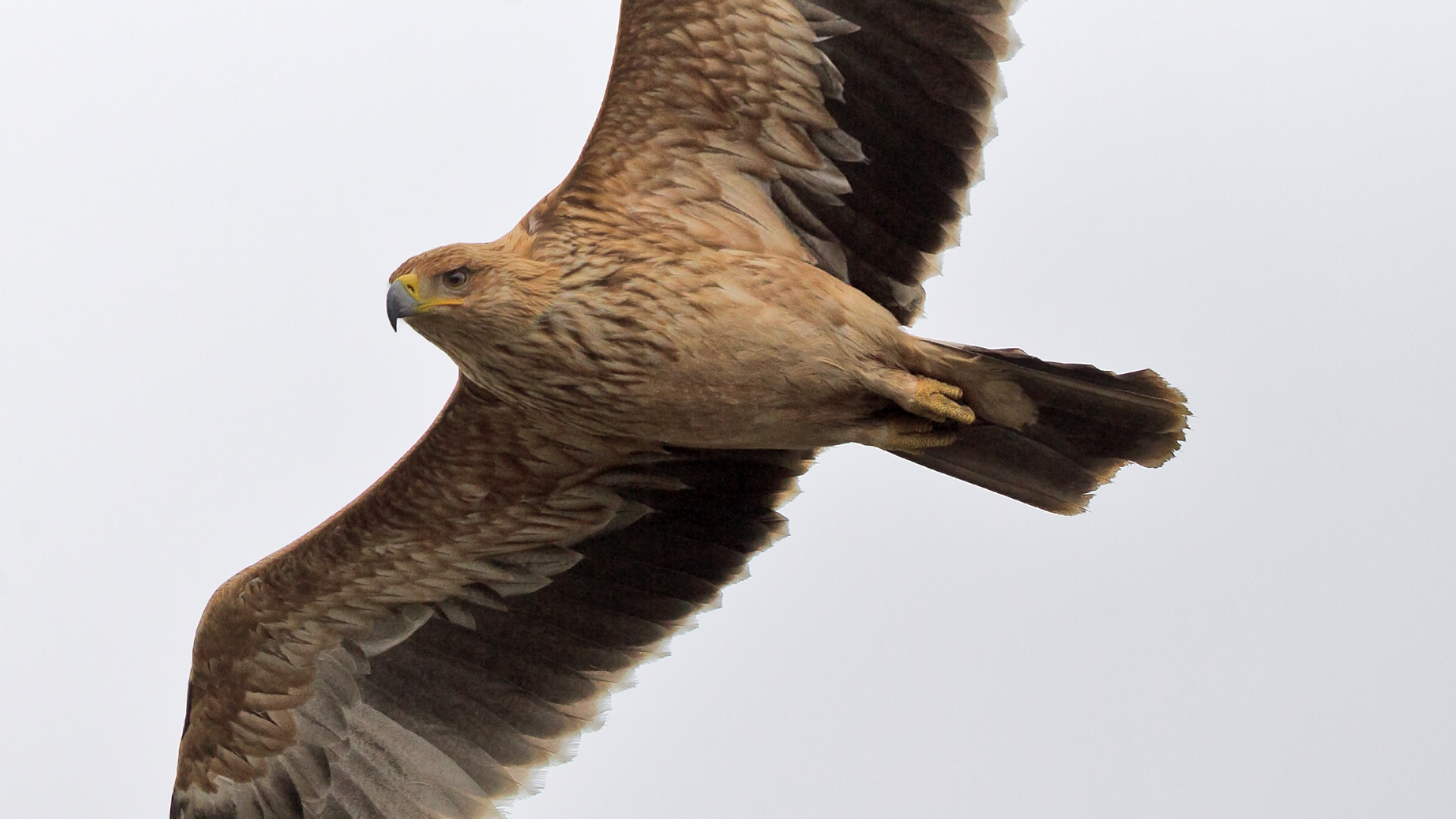
Un giovane esemplare in volo.

L'aquila imperiale iberica vive in zone di montagna, ma ad un'altitudine non troppo elevata, in quanto necessita, per nidificare, di alberi di grosse dimensioni e di terreni aperti ai piedi delle pendici per cacciare. Inoltre vive spesso a bassa quota, in praterie dove crescono alberi sparsi. A prima vista sembra che la scelta dell'habitat sia condizionata principalmente dall'abbondanza di prede, tanto che l'animale può ridurre la superficie del suo territorio se la densità di aquile è maggiore. Quando si creano queste condizioni, i nidi possono essere separati l'uno dall'altro da brevi distanze. Nelle regioni sud-occidentali della penisola iberica i biotopi occupati dall'aquila imperiale coincidono sostanzialmente con quelli dell'avvoltoio monaco, tanto che in molti casi i suoi nidi si trovano vicino a quelli di quest'ultimo. Questa presenza consistente nel quadrante sud-occidentale delle province spagnole è dovuta in particolar modo all'abbondanza in questa zona di lagomorfi (conigli selvatici, lepri), che sembrano costituire una parte fondamentale della sua dieta.
Questa specie è sedentaria, ed effettua solamente brevi spostamenti, a differenza dell'aquila imperiale orientale dell'Europa sud-orientale, che è parzialmente migratrice e intraprende un lungo viaggio verso il nord dell'Africa tropicale all'inizio dell'autunno.